# Borguinhões

O Partido da Borgonha adotou como símbolo a Cruz de Santo André, formada por dois ramos toscos com brotos. O símbolo é o antecessor da Cruz da Borgonha.

A facção dos Bourguignons (ou Borgonheses) era o partido de João, Duque da Borgonha,  dito João sem Medo (Jean sans Peur), oposto à facção dos Armagnacs, partidários de Luís, Duque d'Orleães.
A guerra civil dos Armagnacs e Bourguignons teve início a 23 de novembro de 1407, quando o  Duque d'Orleães foi assassinado, por ordem de João sem Medo. O conflito debilitou enormemente a França, já em luta contra a Inglaterra, na Guerra dos Cem Anos. A guerra entre Armagnacs e Bourguignons só terminará quase trinta anos depois, com a  assinatura do Tratado de Arras (1435). João sem Medo também será  assassinado, em 1419, pelos Armagnacs.